# 出色的選TAXI
《出色選TAXI》，是2014年10月至同年12月於日本關西電視台每週二火十時段（22:00 - 22:54，JST）播出的電視連續劇，由搞笑藝人笨蛋主義升野英知初次編寫連續劇的劇本，竹野內豐主演。
2016年4月5日播出2小時特別篇。

## 概要
主角枝分（竹野內豐 飾），是一個可以帶乘客回到過去的「選TAXI」計程車司機。枝分能讓乘客們自己選擇過往的人生時段，並且有機會修正人生。

## 登場人物

### 主角
| 角色 | 演員     | 香港配音 | 介紹                                                               |
| 枝分 | 竹野內豐 | 陳欣     | 能夠載乘客回到所期望的某段過去的「選TAXI」司機。本來是理髮店店主。 |

### Cafe Choice
| 角色       | 演員     | 香港配音 | 介紹                                                                                                   |
| 迫田宏     | 笨蛋主義 | 蕭徽勇   | 咖啡店店長。                                                                                           |
| 宇佐見夏希 | 南澤奈央 | 黃昕瑜   | 咖啡店女店員。                                                                                         |
| （）       | 清野菜名 | 何寶珊   | 咖啡店女店員。劇中劇《犯罪刑警》的劇迷。年少時，曾為家鄉暴走族「苦露惡慘」第六代總長（第7話）。        |
| 標道雄     | 升毅     | 招世亮   | 咖啡店常客。「選TAXI」本來的司機，因駕駛選TAXI時超速，時空執照被停牌三個月，請求枝分代替其駕駛選TAXI。 |

### 犯罪刑警
《犯罪刑警》為劇中的電視劇。主角同時有著警察與罪犯的身份。
| 角色       | 演員                           | 香港配音 | 介紹                       |
| 犯罪刑警   | 大衛伊東                       | 張炳強   | 劇中劇《犯罪刑警》的主角。 |
| 熱血目擊者 | 前野朋哉（第2話）              | 陳灝瑋   |                            |
| 不良鑑識官 | 淺利陽介（第4、6話）           | 胡家豪   |                            |
| 共犯刑警   | 日村勇紀（香蕉人）（第7－8話） | 李錦綸   |                            |
| 鮫島       | 野添義弘（第7話）              | 譚炳文   |                            |
| 冤案刑警   | 藤尾勘太郎（第8話）            |          |                            |
| 刑警       | 安村典久（第8話）              |          |                            |
| 刑警       | 山崎畫大（第9話）              | 鄧志堅   |                            |
| 人質刑警   | 原勇彌（第9話）                | 張裕東   |                            |

### 客串角色
第1話
村上秀樹－安田顯（香港配音：潘文柏）
不紅的演員，在劇中劇《犯罪刑警》只出現了10秒。為了向浦澤香求婚，預約了高級餐廳。
浦澤香－小西真奈美（香港配音：張頌欣）
秀樹的女友，相信村上秀樹最終會出人頭地，默默陪伴秀樹8年。
金崎－竹財輝之助（香港配音：麥皓豐）
因聯誼和浦澤香認識的男子。
侍應－住田隆（香港配音：馮錦堂）
村上秀樹的粉絲。
第2話
平野－仲村亨（學生時代：中山卓也）（香港配音：陳廷軒；學生時代：鄧志堅）
民宿老闆。因為自身的處境與鎮長的女兒類似，而逕自捲進了綁架事件當中。
橫山－梨本謙次郎（香港配音：馮志輝）
千葉縣警察特殊班管理官。小學跟平野是同班同學。負責執行鎮長女兒綁架事件的前線指揮。
高橋雄一郎－齊木茂（香港配音：譚炳文）
優陽鎮鎮長。提出渡假村開發計畫。
松原巡警－松下洸平（香港配音：李震權）
跟平陽熟識，在優陽1丁目派出所工作的警察。
高橋加奈子－霧島麗香（學生時代：木下美咲）（香港配音：許盈；學生時代：葉曉欣）
鎮長的妻子。學生時代跟平野交往過，不過被父親強迫去相親，因此與平野分手。
高橋祈－柳生美結（香港配音：羅孔柔）
鎮長的女兒。
達也－間宮祥太朗（香港配音：李鎮然）
祈的男朋友。
第3話
香西麻里奈－木村文乃（香港配音：陳皓宜）
野野山的秘書。希望結束跟野野山的婚外情，讓他跟妻子離婚後跟自己結婚。
野野山武彥－中村俊介（香港配音：黃啟昌）
IT企業社長。透過追求麻里奈的過程獲取一時的安逸與歡樂。
野野山明步－笛木優子（香港配音：梁少霞）
野野山的妻子。模特兒。不管是工作或私事都以丈夫為第一優先，但這樣的想法卻未能傳達給野野山。
芝田省吾－窪塚俊介（香港配音：鄧志堅）
週刊雜誌記者。麻里奈的前男友。負責採訪野野山夫妻出席的「模範夫妻獎」。
第4話
朝倉陽平－勝地涼（香港配音：關令翹）
被小鎮小工廠開除的男人。
朝倉明日香－真野惠里菜（香港配音：魏惠娥）
朝倉的妻子，興趣是經營家庭菜園。
速水－菅田俊（香港配音：黃子敬）
工廠廠長。盛怒之下將朝倉解雇，並揚言朝倉如果道歉就立即撤回解雇。
三浦－石井智也（香港配音：巫哲棋）
朝倉的同事。
第5話
篠崎美佐子－吉田羊（第8話）（香港配音：黃玉娟）
在大學醫院工作的單身外科女醫生，38歲。聽說朋友為了結婚參加了徵婚派對，擔心朋友比自己早一步步上紅毯，所以抱著半信半疑的心態參加了徵婚派對。
永島知美－淺見麗奈（香港配音：劉惠雲）
護士。篠崎在徵婚派對中最大的對手。
工藤和文－袴田吉彦（香港配音：麥皓豐）
帝德商事職員，39歲。徵婚派對參加者。
前田利行－須田邦裕（香港配音：陳成港）
區政府職員。徵婚派對餐加者。
韮澤滿－脇知弘（香港配音：周倚天）
徵婚派對參加者。
夏川英里香－小泉麻耶（香港配音：葉曉欣）
徵婚派對參加者。
第6話
柴山美空－栗山千明（香港配音：曾秀清）
海的漫畫編輯。
佐山佑香－臼田麻美（第8話）（香港配音：梁少霞）
泰三與六實的孫女。美空的朋友，時尚雜誌的模特兒。
海暗－三宅弘城（香港配音：葉振聲）
漫畫家。少年漫畫《好人尋寶記》的作者。
斗梅－八十田勇一（香港配音：朱子聰）
週刊少年主編。美空的上司。
澤口（Sawaguchi, Helrose）－薩赫勒·羅莎（香港配音：林芷筠）
「EVERY DAY 21」電視新聞主播。
恭香／美穗－淺見麗奈（香港配音：劉惠雲）
與婚活聯誼参加者永島知美是同一人物。使用多個假名詐騙男性財物。
第7話
大西真理－貫地谷栞（香港配音：曾佩儀）
才色兼備，受人尊敬的OL。即將嫁入豪門，成為大企業CEO內藤彰的妻子。年少時，曾為家鄉的「苦露惡慘」第一代總長。
內藤彰－葛山信吾（香港配音：劉昭文）
IT大企業CEO。即將與大西真理結婚。
大橋春代－萩尾碧凛（香港配音：林丹鳳）
真理的母親。
大橋豐－清水章吾（香港配音：陳永信）
真理的父親。
黑田陽子－（香港配音：成瑤孆）
「苦露惡慘」第九代總長。真理的後輩。
第8話
佐山泰三－津嘉山正種（香港配音：譚炳文）
佑香的祖父，重病住院，與妻子六實已經結婚50年，喜愛吃。年輕時，曾與妻子登富士山。
佐山六實－左時枝（香港配音：雷碧娜）
佑香的祖母。
第9話
久保學－高橋努（香港配音：劉奕希）
做事永遠不會發生好運的男人。在打劫便利店失敗後，逃跑的途中坐上選TAXI。
大久保薰－梶原善（香港配音：張錦江）
打劫銀行失敗的劫匪，在枝分跟久保在起爭執時，突然坐進選TAXI。
沼越宏美－aiko（特別演出）（香港配音：陳琴雲）
來Cafe Choice用餐的女客人，服裝店女店員，因為跟歌手aiko長得很像而常被誤認。
第10話
時田真緒－奧田惠梨華（香港配音：鄭麗麗）
枝分的前女友，一直夢想能開間屬於自己的花店。

### 特别篇角色
駒谷丈－玉山鐵二（香港配音：蘇強文）
職棒選手（投手）。對於自身相當受異性歡迎相當習以為常。
向井康祐－宇梶剛士（香港配音：陳永信）
駒谷的專屬教練。
仁藤美緒－瀧本美織（香港配音：詹健兒）
與光雄已締下口頭婚約，本人卻有婚姻恐懼症。
甲島光雄－山崎樹範（香港配音：陳卓智）
與美緒締下口頭婚約，但本身行事欠缺考慮的個性讓美緒感到心煩意亂。
金本八重子－清水富美加（香港配音：陳皓宜）
校外教學負責帶領學生的實習國中導師。外號是「金八老師」。
小野寺秋人－丸山智己（香港配音：陳廷軒）
國中老師。在金本任交的班級擔任副導師的熱血老師。
太田麻尋－清原果耶（香港配音：成瑤孆）
金本任教的班級中的學生。因為某個理由而自住宿的旅館不告而別。
窪田健吾－松重豐（香港配音：朱子聰）
期望能將自己善良的一面表現在遊人面前的中年男性。

## 製作人員
- 劇本：笨蛋主義[23]、大倉
- 配樂：本間勇輔（日语：本間勇輔）
- 導演：筧昌也（日语：筧昌也）、星野和成、今井和久
- 主題曲：《我的對面》aiko（波麗佳音）[24][25]
- 劇本協力：大倉、奥山雄太、高橋幹子
- 劇情協力：嶋田嬉葉（嶋田うれ葉）、中川千英子
- 副導演：小野浩司、倉木義典
- 片頭製作：相川肇（相川はじめ）
- 攝影：小林基己、布川潤一、下門照由幸、金澤賢昌、宮本亘、木村祐一郎、冨永健二、山崎一央
- 剪接：山中厚史（關西電視台）、野崎理（富士電視台）
- 燈光：田中雄哉、金原聖、山口洋征
- 音效：和久井良治、富田健吾
- 服裝：森口誠治、下田梨來
- 車輛：川田峰男
- 音效：岩尾亮太
- 宣傳：安田宜義（關西電視台）
- 廣告：宮內覺（關西電視台）
- 權限：石岡雅樹（關西電視台）
- 視頻發布：長岡若菜（長岡わかな）（關西電視台）
- 網站負責：馬殿陽子（關西電視台）
- 警察監修：伊藤剛一
- 警察指導：尾崎祐司
- 特技指導：大道寺俊典
- 特效：早川光
- 插畫：岡本將德
- 製作人：豐福陽子（關西電視台） / 遠田孝一、八卷薰（MMJ（日语：メディアミックス・ジャパン））
- 內容製作：野村亙（關西電視台）
- 助理製作人：田中耕司（關西電視台）、青木英美、森村愛、椋尾由希子
- 製作電視台：關西電視台、MMJ

## 播出日程與收視率
| 集數                                                     | 播出日期       | 標題 節目表                                                    | 標題 節目表 | 編劇              | 導演     | 收視率 | 主要 客串演員                    |
| 集數                                                     | 播出日期       | 中文標題                                                       | 日文標題    | 編劇              | 導演     | 收視率 | 主要 客串演員                    |
| -------------------------------------------------------- | -------------- | -------------------------------------------------------------- | ----------- | ----------------- | -------- | ------ | -------------------------------- |
| 1                                                        | 2014年10月14日 | 男女的選項 後悔莫及的你，要搭上修正人生的計程車嗎？            |             | 笨蛋主義          | 筧昌也   | 10.7%  | 安田顯 小西真奈美                |
| 2                                                        | 2014年10月21日 | 今昔的選項 回到過往會犯罪嗎？揪心的中年男子戀愛冒險            |             | 笨蛋主義          | 星野和成 | 09.7%  | 仲村亨                           |
| 3                                                        | 2014年10月28日 | 愛與人的選擇 與社長的婚外情？祕書不可容許的戀愛選擇            |             | 笨蛋主義          | 筧昌也   | 12.6%  | 木村文乃                         |
| 4                                                        | 2014年11月4日  | 金錢與欲望的選擇 撿到值1億日圓的彩券！失業男子金錢與欲望的選擇 |             | 笨蛋主義          | 星野和成 | 11.4%  | 勝地涼                           |
| 5                                                        | 2014年11月11日 | 女人與女人的選擇 女人的壯烈心理戰 在徵婚派對勝出的選擇         |             | 笨蛋主義          | 今井和久 | 11.7%  | 吉田羊                           |
| 6                                                        | 2014年11月18日 | 老好人的選擇 司機枝分，與喜歡的人命運的相遇與告白！？              |             | - 笨蛋主義 - 大倉 | 筧昌也   | 8.3%   | 栗山千明                         |
| 7                                                        | 2014年11月25日 | 謊言與真相的選擇 美人OL隱瞞的過去！嫁入豪門前的選擇            |             | - 笨蛋主義 - 大倉 | 星野和成 | 10.5%  | 貫地谷栞                         |
| 8                                                        | 2014年12月2日  | 丈夫與妻子的選擇 想要挽救整個家族？丈夫、妻子與奇蹟的選擇      |             | 笨蛋主義          | 今井和久 | 9.2%   | - 津嘉山正種 - 左時枝 - 臼田麻美 |
| 9                                                        | 2014年12月9日  | 罪與罰的選擇 乘客是強盜？倒楣日的選擇                          |             | 笨蛋主義          | 星野和成 | 9.2%   | 高橋努 梶原善                    |
| 10                                                       | 2014年12月16日 | 我與你的選擇 司機引退 再見了枝分，他做出了最出色的選擇         |             | - 笨蛋主義 - 大倉 | 筧昌也   | 10.0%  | 奧田惠梨華                       |
| 平均收視率10.33%（收視率由Video Research於關東地區統計） |                |                                                                |             |                   |          |        |                                  |

註：
- 第一話加長15分鐘（22:00 - 23:09）
- 10月28日第3話播出時，東海電視台的播出區域因晚間10點41分59秒至10點52分51秒之間，發生全長10分鐘52秒畫面全黑的狀況[35]，因此11月1日該集重播。

## 外部連結
電視相關
- 互联网电影数据库（IMDb）上《出色的選TAXI》的资料（英文）
- 關西電視台官方網站（页面存档备份，存于）（日語）
- 富士電視台官方網站 （页面存档备份，存于）（日語）
- 情報（日語）
- 公共電視台官方網站 （页面存档备份，存于）（繁體中文）
- YouTube上的出色的選TAXI頻道
- 衛視中文台官方網站（繁體中文）
- 了不起的計程車司機－緯來日本台（繁體中文）

犯罪刑事
- 犯罪刑事 公開 （页面存档备份，存于） - 關西電視台官方網站（日語）

| 關西電視台・富士電視台 週二晚間十點連續劇           | 關西電視台・富士電視台 週二晚間十點連續劇     | 關西電視台・富士電視台 週二晚間十點連續劇 |
| --------------------------------------------------- | --------------------------------------------- | ----------------------------------------- |
|                                                     | 出色選TAXI （2014年10月14日－2014年12月16日） |                                           |
| 麻辣教師GTO（第二季） （2014年7月8日－2014年9月16日） | 錢戰爭 （2015年1月6日－2015年3月17日）        |                                           |

| 公視主頻 週三至四23:00 國際換日線             | 公視主頻 週三至四23:00 國際換日線            | 公視主頻 週三至四23:00 國際換日線 |
| --------------------------------------------- | -------------------------------------------- | --------------------------------- |
|                                               | 了不起的選TAXI （2015年4月1日－2015年4月30日） |                                   |
| 菜鳥醫生筆記簿 （2015年3月25日－2015年3月26日） | 救災最前線 （2015年5月6日－2015年5月20日）   |                                   |

| 香港 TVB日劇台 星期五 14:30 - 16:30、17:30 - 19:30、20:30 - 22:25及23:30 - 01:30 | 香港 TVB日劇台 星期五 14:30 - 16:30、17:30 - 19:30、20:30 - 22:25及23:30 - 01:30 | 香港 TVB日劇台 星期五 14:30 - 16:30、17:30 - 19:30、20:30 - 22:25及23:30 - 01:30 |
| -------------------------------------------------------------------------------- | -------------------------------------------------------------------------------- | -------------------------------------------------------------------------------- |
|                                                                                  | 時空黃的士 （2015.5.22 - 2015.6.19）                                               |                                                                                  |
| 彼得的葬禮 （2015.4.10 - 2015.5.15）                                               | 為了N （2015.6.26 - 2015.7.24）                                                  |                                                                                  |

| 马来西亚 Astro全佳HD 星期六 18:00 - 19:00 | 马来西亚 Astro全佳HD 星期六 18:00 - 19:00 | 马来西亚 Astro全佳HD 星期六 18:00 - 19:00 |
| ----------------------------------------- | ----------------------------------------- | ----------------------------------------- |
|                                           | 了不起的选Taxi （2016.3.5 - 2016.5）        |                                           |
| 重播时段                                  | 待定（2016.5）                            |                                           |

| 臺灣 衛視中文台 星期一至五 21:00 - 23:00  | 臺灣 衛視中文台 星期一至五 21:00 - 23:00        | 臺灣 衛視中文台 星期一至五 21:00 - 23:00 |
| ----------------------------------------- | ----------------------------------------------- | ---------------------------------------- |
|                                           | 型男時光之旅 （2016年9月15日－2016年9月22日）   |                                          |
| 熟女正青春 （2016年9月8日－2016年9月14日）  | 戀習 （2016年9月23日－2016年9月30日）           |                                          |
| 臺灣 星衛娛樂台 星期一至五 20:00 - 21:00  |                                                 |                                          |
| 原來1家人 （2016年8月3日－2016年9月27日） | 型男時光之旅 （2016年9月28日 - 2016年10月12日） | 戀習 （2016年10月13日－2016年10月27日）  |

| 臺灣 緯來日本台 星期一至五 22:00 - 23:00  | 臺灣 緯來日本台 星期一至五 22:00 - 23:00            | 臺灣 緯來日本台 星期一至五 22:00 - 23:00 |
| ----------------------------------------- | --------------------------------------------------- | ---------------------------------------- |
|                                           | 了不起的計程車司機 （2025年5月27日－2025年6月10日） |                                          |
| 10的秘密 （2025年5月13日－2025年5月26日） | 天才女醫的推理 （2025年6月11日－2025年6月24日）     |                                          |